# Корфинио
Корфинио (итал. Corfinio) је насеље у Италији у округу Л'Аквила, региону Абруцо.
Према процени из 2011. у насељу је живело 940 становника. Насеље се налази на надморској висини од 354 м.

## Становништво
| 1931. | 1936. | 1951. | 1961. | 1971. | 1981. | 1991. | 2001. | 2011. |
| ----- | ----- | ----- | ----- | ----- | ----- | ----- | ----- | ----- |
| 2.385 | 2.493 | 2.115 | 1.353 | 957   | 1.004 | 968   | 997   | 1.079 |